# Биндер, Шломи
Шло́ми Би́ндер (ивр. שלומי בינדר‎; полное имя — Шломо Биндер, ивр. שלמה בינדר‎; род. 4 февраля 1975, Хайфа, Израиль) — генерал-майор Армии обороны Израиля, нынешний глава Управления разведки Генштаба армии (с 21 августа 2024 года).

## Биография

### Семья и ранние годы
Шломи Биндер родился 4 февраля 1975 года в Хайфе в семье Ави (Авраама) и Хавы Биндер, переживших Холокост в Европе.
Отец, Ави Биндер (род. 27 апреля 1938, Бухарест, Румыния), в возрасте 9 лет покинул Европу с отцом Элимелехом (Милу) Биндером, матерью Цилей (Цили) Биндер и сёстрами Сарой (Сильви) и Малкой (Мальвиной) на борту корабля беженцев «Ацмаут» (Pan Crescent); по дороге в Палестину корабль был задержан британскими властями, и семья была сослана в лагерь на Кипре, откуда она выбралась в Израиль в августе 1948 года. Ави Биндер прошёл службу в бронетанковых войсках Армии обороны Израиля; в ходе Шестидневной войны танковая колонна, в которой передвигался Ави Биндер, подверглась атаке напалмом и понесла потери, и сам Ави Биндер получил серьёзные ожёги конечностей, однако в дальнейшем он прошёл в рамках резервистской службы и Войну Судного дня.
Мать, Хава, была преподавателем сестринского дела в больнице в Хайфе.
Шломи Биндер, один из трёх сыновей в семье (братья: Ярон и Нафтали), был назван в честь деда по материнской линии.
Вырос в квартале «Французский Кармель» в Хайфе. Учился в начальной школе «Маале ха-Кармель», затем окончил школу имени Лео Бека в Хайфе, где учился на биологическом направлении.
В юности был членом и вожатым в скаутском движении. Накануне призыва в армию в течение года работал в качестве добровольца молодёжным инструктором в «полевой школе» Израильского общества охраны природы на Голанских высотах.

### Военная карьера
В ноябре 1993 года был призван на службу в Армии обороны Израиля, где начал службу в специальном подразделении «Сайерет Маткаль». После окончания боевой подготовки и завершения офицерских курсов был командиром отряда подразделения и принимал участие в боевых операциях в южном Ливане.
В 1999 году получил тяжёлое ранение нижних конечностей, включая разрыв бедренного нерва, вследствие детонации взрывного устройства, заложенного террористами на полигоне на Западном берегу реки Иордан, куда Биндер со своим подчинённым прибыл для подготовки учений своего отряда. Спустя несколько месяцев, в ходе которых Биндер начал также изучать агрономию в Еврейском университете в Иерусалиме, Биндер вернулся на службу в «Сайерет Маткаль».
Затем в течение четырёх лет служил командиром роты подразделения, в этой должности принял участие в боевых операциях в ходе Второй Ливанской войны. После этого был назначен заместителем командира подразделения. В течение четырёх лет службы на этом посту также командовал специальными операциями подразделения в Ливане, включая операцию по захвату технологического оборудования «Хезболлы» в глубине ливанской территории.
В 2010 году был повышен в звании до подполковника (сган-алуф) и назначен командиром специального подразделения «Эгоз», входившего в ту пору в состав бригады «Голани». Исполнял эту должность до 15 июля 2012 года. С 2012 по 2013 год исполнял штабную должность в Генштабе армии.
21 мая 2013 года возглавил спецподразделение «Сайерет Маткаль» и был повышен в звании до полковника (алуф-мишне). Командовал подразделением, помимо прочего, в ходе операции «Нерушимая скала» в секторе Газа. За достижения подразделения под командованием Биндера подразделение было награждено знаком отличия Начальника Генштаба. Командовал подразделением до 16 марта 2016 года, по завершении должности Биндера подразделение было вновь награждено знаком отличия Начальника Генштаба за операции, проведённые под командованием Биндера.
С 4 сентября 2016 года по 24 мая 2018 года командовал бригадой «Голани». Командовал бригадой, помимо прочего, в ходе столкновений на границе Израиля с сектором Газа, вызванных организованными движением «Хамас» массовыми шествиями палестинцев к границе сектора Газа, а также в ходе исполнения заданий по защите северной границы Израиля и по предотвращению незаконного пересечения израильской границы со стороны Египта. Затем вышел в отпуск на учёбу в США.

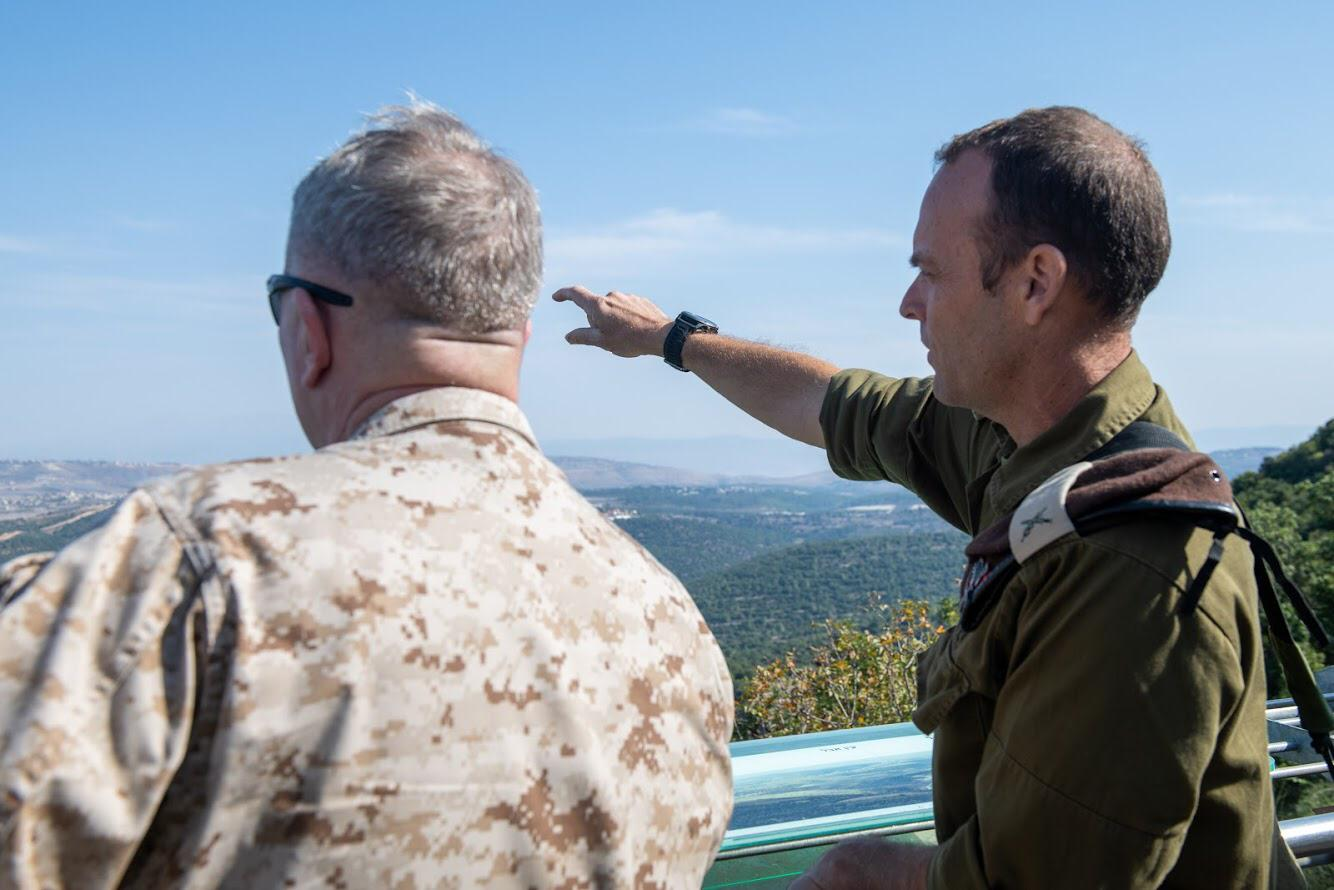
Шломи Биндер (справа) с генералом Кеннетом Маккензи на северной границе Израиля (ноябрь 2019)

5 августа 2019 года Биндеру было присвоено звание бригадного генерала (тат-алуф), и 12 августа 2019 года он вступил на должность командира территориальной дивизии «Ха-Галиль». В этой должности, помимо прочего, командовал силами дивизии в столкновениях с боевиками организации «Хезболла» на израильско-ливанской границе, осуществляя деятельность по сдерживанию угроз, исходящих от организации, и подготовке к возможному военному конфликту с ней.
Исполнял должность командира дивизии «Ха-Галиль» до 26 апреля 2022 года, после чего, 3 октября 2022 года, возглавил Оперативный отдел (ивр. חטיבת המבצעים‎) Оперативного управления Генерального штаба армии. На данной должности руководил координацией боевых действий в ходе начавшейся в октябре 2023 года войны в секторе Газа.
2 мая 2024 года было опубликовано решение министра обороны Йоава Галанта и Начальника Генштаба генерал-лейтенанта Херци Ха-Леви назначить Биндера на должность главы Управления разведки Генштаба армии на смену генерал-майору Аарону Халиве, заявившему о своём намерении уйти в отставку вследствие провала управления под его руководством в предупреждении вторжения боевиков ХАМАС из сектора Газа в Израиль 7 октября 2023 года.
Публикация решения о грядущем назначении Биндера вызвала широкий общественный резонанс: помимо прочего, часть семей павших солдат обратилась к министру обороны и Начальнику Генштаба с требованием отложить принятие решения до завершения проверок относительно ответственности Оперативного отдела под командованием Биндера за провал в предотвращении вторжения ХАМАС в Израиль и за несвоевременную реакцию армии на вторжение. При этом 12-й канал израильского телевидения сообщал, что принятию решения о назначении предшествовала проверка, в ходе которой было выяснено, что Оперативный отдел своевременно не получил от Управления разведки и Южного военного округа существенной информации о риске и планах вторжения ХАМАС, а также о результатах наблюдения за подготовительными действиями ХАМАС накануне вторжения, однако окончательные выводы о мере ответственности Оперативного отдела за соответствующие провалы ещё подлежат уточнению в ходе дальнейших расследований.
25 июня 2024 года Биндер передал пост главы Оперативного отдела бригадному генералу Исраэлю Шумеру. 25 июля 2024 года Биндеру было присвоено звание генерал-майора (алуф) накануне грядущего назначения. 7 августа 2024 года Верховный суд Израиля отклонил петицию родителей павших солдат против назначения Биндера на должность.

#### На посту главы Управления разведки
21 августа 2024 года вступил на пост главы Управления разведки Генштаба армии. В момент вступления Биндера на пост Управление разведки было активно вовлечено в военные действия Израиля, начавшиеся в секторе Газа и переросшие в военное противостояние на нескольких фронтах, включая боевые действия против ливанской организации «Хезболла», обмен ударами с йеменскими хуситами и эскалацию ирано-израильского конфликта.
Уже в сентябре 2024 года Израиль нанёс серию ударов по верхушке «Хезболлы», включая проведение операции по массовому взрыву начинённых взрывчаткой коммуникационных устройств членов организации и уничтожение лидера «Хезболлы» Хасана Насраллы.
В феврале 2025 года министр обороны Исраэль Кац потребовал от Начальника Генштаба объявить выговор Биндеру за, якобы, высказанную им критику по поводу плана Президента США Дональда Трампа о переселении палестинского населения из сектора Газа; в ответ Биндер разъяснил, что не высказывался против плана Трампа и не предполагал оспаривать обязанность вооружённых сил следовать директивам израильского политического руководства, но в рамках своих обязанностей представил возможные последствия обсуждений по этому вопросу и рекомендации по ответам на возникающие угрозы.
Биндер активно руководил процессом извлечения и реализации выводов из провала Управления разведки накануне вторжения боевиков из сектора Газа 7 октября 2023 года: приоритетной миссией управления было определено предупреждение враждебных действий, было отдано распоряжение о значительном увеличении объёма изучения арабского языка, арабской культуры и исламоведения среди служащих военной разведки, был расширен контрольный департамент управления, в задачу которого входит критический анализ выводов и сводок управления с целью предоставлять альтернативный анализ и критическое переосмышление разведывательных концепций и оценок обстановки, были отданы указания по увеличению обмена разведданными между подразделениями разведки и по расширению источников разведывательной информации в дополнение к стандартным средствам радиоэлектронной разведки и кибершпионажа, были активизированы усилия агентурной разведки (включая возврат к прекращённой годами ранее агентурной деятельности военной разведки в секторе Газа), началось воссоздание разведывательного подразделения, ответственного за сбор разведки по открытым источникам, были намечены шаги по укреплению взаимодействия между управлением и подразделениями сбора полевых разведданных.
С 13 по 24 июня 2025 года Армия обороны Израиля при содействии вооружённых сил США провела операцию «Народ как лев» (в рамках Ирано-израильской войны), направленную на нанесение масштабного удара по военной инфраструктуре и ядерным объектам Ирана. Операция была запущена в значительной мере вследствие предупреждения, выданного в феврале-марте 2025 года Управлением разведки под руководством Биндера, распознавшим ускорение и приближение к завершающей стадии программы Ирана по разработке собственного ядерного оружия, а также подготовку иранского режима к войне на уничтожение Израиля и планов по значительному расширению иранской баллистической ракетной программы. Под командованием Биндера Управление разведки провело ускоренную подготовку к операции и выдало разведданные о целях для нанесения ударов на территории Ирана, что позволило уже в начале операции обезвредить системы противовоздушной обороны Ирана, обеспечив израильской авиации господство в воздухе над Ираном, и уничтожить целый ряд высокопоставленных представителей иранского военного руководства и иранской ядерной программы.

### Образование и личная жизнь
За время военной службы Биндер получил степень бакалавра Еврейского университета в Иерусалиме (в области агрономии) и степень магистра Университета национальной безопасности в Вашингтоне, США (в области стратегии).
Женат на Яэль Биндер (род. 1975; урождённой Цидкони), уроженке кибуца Эйн-Гев, с которой познакомился, когда она служила секретаршей в подразделении «Сайерет Маткаль». У пары трое сыновей. Проживает в мошаве Маале-Гамла на Голанских высотах.

## Публикации
- Биндер Ш. Полководческое искусство генерал-майора Ицхака Хофи в период накануне Войны Судного дня (иврит) = מצביאותו של האלוף יצחק חופי בתקופה שקדמה למלחמת יום הכיפורים // Бейн ха-Ктавим. — 2021. — Vol. 33. — P. 105—116. Архивировано 19 апреля 2022 года.